# Dessert
Dessert (jap. デザート Dezāto) – japoński miesięcznik z mangami shōjo/josei, wydawany nakładem wydawnictwa Kōdansha. Pierwszy numer ukazał się w lipcu 1996 po upadku magazynu Shōjo Friend. Serie wydawane w Shōjo Friend, zostały następnie przeniesione do Dessert lub The Dessert.

## Wybrane serie
Opracowano na podstawie źródła.
- Bestia z ławki obok
- Haru matsu bokura
- Koi wazurai no Ellie
- Moekare wa Orange-iro
- Nanoni, Chigira-kun ga amasugiru
- Real Girl
- Suki-tte ii na yo.
- Uruwashi no yoi no tsuki
- Zbudź się, śpiąca królewno
- Znaki naszych uczuć